# Stanica Roč
 Stanica Roč   (olaszul: Stazione Rozzo) falu Horvátországban, Isztria megyében. Közigazgatásilag Buzethez tartozik.

## Fekvése
Az Isztriai-félsziget északi részének közepén, Pazintól 24 km-re északkeletre, községközpontjától 7 km-re délkeletre, a 44-es számú főút mellett fekszik.

## Története
A falunak 1890-ben 46, 1910-ben 83 lakosa volt. 2011-ben 64 lakosa volt.

## Lakosság
| Lakosság változása | Lakosság változása | Lakosság változása | Lakosság változása | Lakosság változása | Lakosság változása | Lakosság változása | Lakosság változása | Lakosság változása | Lakosság változása | Lakosság változása | Lakosság változása | Lakosság változása | Lakosság változása | Lakosság változása | Lakosság változása |
| ------------------ | ------------------ | ------------------ | ------------------ | ------------------ | ------------------ | ------------------ | ------------------ | ------------------ | ------------------ | ------------------ | ------------------ | ------------------ | ------------------ | ------------------ | ------------------ |
| 1857               | 1869               | 1880               | 1890               | 1900               | 1910               | 1921               | 1931               | 1948               | 1953               | 1961               | 1971               | 1981               | 1991               | 2001               | 2011               |
| 0                  | 0                  | 0                  | 46                 | 59                 | 83                 | 0                  | 0                  | 65                 | 86                 | 70                 | 65                 | 88                 | 97                 | 76                 | 64                 |